# (8381) Hauptmann
(8381) Hauptmann ist ein Asteroid des inneren Hauptgürtels, der vom deutschen Astronomen Freimut Börngen am 21. September 1992 an der Thüringer Landessternwarte Tautenburg (IAU-Code 033) entdeckt wurde. Unbestätigte Sichtungen des Asteroiden hatte es vorher schon am 25. November 1981 unter der vorläufigen Bezeichnung 1981 WY8 am Krim-Observatorium in Nautschnyj sowie am 6. und 8. Juni 1991 am La-Silla-Observatorium (1991 LY3) der Europäischen Südsternwarte in Chile gegeben.
Mittlere Sonnenentfernung (große Halbachse), Exzentrizität und Neigung der Bahnebene des Asteroiden entsprechen grob der Vesta-Familie, einer großen Gruppe von Asteroiden, benannt nach (4) Vesta, dem zweitgrößten Asteroiden und drittgrößten Himmelskörper des Hauptgürtels.
Die Bahn von (8381) Hauptmann wurde 1998 gesichert, so dass eine Nummerierung vergeben werden konnte. Der Asteroid wurde am 10. Juni desselben Jahres auf Vorschlag von Freimut Börngen nach dem deutschen Dramatiker und Schriftsteller Gerhart Hauptmann benannt, der 1912 mit dem Nobelpreis für Literatur ausgezeichnet worden war, „vornehmlich für seine reiche, vielseitige, hervorragende Wirksamkeit auf dem Gebiete der dramatischen Dichtung“. Schon 1985 war ein Einschlagkrater auf der südlichen Hemisphäre des Planeten Merkur nach Gerhart Hauptmann benannt worden: Merkurkrater Hauptmann.